# Amphioplus furcatus
Amphioplus furcatus är en ormstjärneart som beskrevs av Ole Theodor Jensen Mortensen 1933. Amphioplus furcatus ingår i släktet Amphioplus och familjen trådormstjärnor. Inga underarter finns listade i Catalogue of Life.